# Tamási
Tamási is een klein stadje in Hongarije. Het ligt op 38 km van het Balatonmeer, en 140 km van de hoofdstad van Hongarije, Boedapest.